# Rhynchosia exellii
Rhynchosia exellii är en ärtväxtart som beskrevs av Antonio Rocha da Torre. Rhynchosia exellii ingår i släktet Rhynchosia och familjen ärtväxter. Inga underarter finns listade i Catalogue of Life.